# America's Sweethearts
America's Sweethearts (Brasil: Os Queridinhos da América / Portugal: O Par do Ano) é um filme estadunidense de comédia romântica de 2001, dirigido por Joe Roth e escrito por Billy Crystal e Peter Tolan. É estrelado por Julia Roberts, Crystal, John Cusack e Catherine Zeta-Jones, com Hank Azaria, Stanley Tucci, Seth Green, Alan Arkin e Christopher Walken em papéis menores.
America's Sweethearts estreou em 20 de julho de 2001 e faturou US$30,181,877 no primeiro final de semana, ficando em segundo lugar atrás de Jurassic Park III (US$50,771,645). No final de sua exibição, o filme arrecadou US$93,607,673 nas bilheterias domésticas e US$44,583,755 no exterior, totalizando US$138,191,428. Com base em um orçamento de US$46 milhões, o filme foi um sucesso de bilheteria. As filmagens ocorreram no Lake Las Vegas.

## Sinopse
O publicitário de cinema Lee Phillips é encarregado de promover um filme com uma equipe de marido e mulher, Gwen Harrison e Eddie Thomas. Seu trabalho é complicado pelo fato de que o excêntrico diretor do filme, Hal Weidmann, se recusa a mostrar a ninguém um trecho do filme, exigindo que a primeira exibição ocorra em uma conferência de imprensa para seu marketing cinematográfico. Para promover o filme e salvar seu emprego, Lee decide se concentrar nas duas estrelas: Gwen e Eddie, antes conhecidas como "America's Sweethearts". Infelizmente, eles estão passando por uma separação feia. Gwen tinha um caso adúltero com sua co-estrela Hector Gorgonzolas, com quem ela agora mora, levando Eddie a um colapso emocional. Suas ações após a separação levaram Gwen a tomar uma medida restritiva contra Eddie, e ele agora está vivendo em um retiro da Nova Era. Lee decide que sua melhor chance de promover o filme é convencer a imprensa de que o casal se reuniu.
Lee pede a ajuda da irmã e assistente pessoal de Gwen, Kiki, para convencer Gwen a comparecer ao evento. A carreira e a imagem pública de Gwen foram severamente manchadas pelo seu casamento desfeito, e os dois interpretam o ego de Gwen dizendo que ela ficará melhor para a imprensa e seus fãs se ela comparecer (e ela poderá servir Eddie com papéis de divórcio em um ajuste neutro). Lee então suborna o guia espiritual de Eddie para convencer Eddie que ele está bem o suficiente para deixar o retiro.
Quando o encontro começa, as tensões aumentam rapidamente entre Eddie e Gwen. Enquanto eles estão freqüentemente na garganta um do outro, Lee planta histórias para convencer a imprensa que eles estão no processo de reconciliação. Gwen encoraja Kiki a ser sua intermediária com Eddie, e como eles passam mais tempo juntos eles começam a desenvolver fortes sentimentos românticos um pelo outro. Hector, tendo visto as histórias falsas, acredita que Eddie está tentando reconquistar Gwen e eles têm um confronto público no restaurante do hotel, terminando com Eddie sendo nocauteado. A simpática Kiki cuida de Eddie, e eles passam a noite juntos, fazendo sexo apaixonado. Na manhã seguinte, Kiki fica furiosa depois que Eddie deixa tudo para falar com Gwen quando ela pede para vê-lo, e se recusa a admitir que está em outros relacionamentos. Mais tarde, ele lamenta o que ele fez em não impedir Gwen de manipular a situação e admitir para Lee. Ele também confessa que está apaixonado por Kiki e sempre gostou dela pela pessoa generosa e generosa que ela é. Eddie acredita que isso não importaria, porque ele perdeu sua única chance e nunca ficou feliz com Gwen. Sentindo remorso por sua participação no drama, Lee o encoraja a contar a Kiki e terminar seu casamento com Gwen. Enquanto isso, Weidmann chega de helicóptero com o filme finalizado. Lee o encoraja a contar a Kiki e terminar seu casamento com Gwen. Enquanto isso, Weidmann chega de helicóptero com o filme finalizado.
Quando o filme é exibido, a imprensa, o elenco e a equipe descobrem que Weidmann abandonou o roteiro de Time Over Time acreditando que o roteiro do filme é terrível e fez um reality show em seu lugar. As filmagens, em sua maioria filmadas com câmeras escondidas e sem o conhecimento dos atores, mostram Gwen egocêntrica, conivente e manipuladora, enquanto Eddie é um homem decente que se torna paranóico quando começa a suspeitar que sua esposa está tendo um caso. Eddie é retratado como o protagonista, enquanto Gwen é a principal antagonista de seu caso com Hector e Kiki é o interesse amoroso de Eddie. O elenco e a equipe - particularmente Gwen e o dono do estúdio, Dave Kingman - ficam ofendidos com a direção que Weidmann seguiu, em vez de seguir o roteiro do filme e confrontá-lo por isso. Weidmann admite que foram todos os seus planos para humilhar Gwen e arruinar sua carreira por um incidente anterior no set, enquanto revitava o próprio Eddie. Enfurecida, Gwen anuncia que processará Weidmann por humilhá-la e invasão de privacidade, junto com a Kingman Studios por não ter impedido suas ações. Eddie é o único membro do elenco satisfeito com a direção de Weidmann desde que o filme o caracterizou favoravelmente e quer trabalhar com ele novamente para outro projeto de reality show. Os problemas de Gwen continuam aumentando quando um furioso Hector a chama para humilhá-lo e insultá-lo no filme. A filha do diretor, Leaf, vem em sua defesa e revela que ela também teve um caso com Hector.
Humilhada pelas ações de Weidmann e Hector, Gwen tenta salvar a situação anunciando que está se reconciliando com Eddie. Desiludido com Gwen, Eddie anuncia que ele finalmente terminou com ela e declara seu amor por Kiki. Ela retribui e enfrenta Gwen pela primeira vez. Kiki revela segredos sujos sobre a vida pessoal de Gwen que ninguém além dela sabe, incluindo o quanto sua irmã maltratou Eddie e ela mesma. Kiki diz a Gwen que ela está cansada de colocar a carreira de sua irmã sobre sua própria vida pessoal e é demitida por isso. Depois do encontro, Gwen admite para a imprensa que ela e Eddie acabaram, alegando que ela estava tendo uma reação à medicação. Ela tenta alegar que ama Hector e que ele é bem-dotado. No entanto, a relação deles parece estar se desintegrando na frente da imprensa. Apesar de defender seu caso, Hector não acredita em Gwen e fica irritado com ela, humilhando-o e anuncia que eles também acabaram. Kiki e Eddie se preparam para deixar o hotel juntos. Lee diz a Eddie e Kiki que, devido aos elogios da imprensa, o estúdio é forçado a lançar o filme. Momentos depois de sair, Lee é pego pelo cachorro de Gwen.

## Elenco
- Julia Roberts - Kathleen "Kiki" Harrison
- Billy Crystal - Lee Phillips
- Catherine Zeta-Jones - Gwen Harrison
- John Cusack - Eddie Thomas
- Hank Azaria - Hector Gorgonzolas
- Stanley Tucci - Dave Kingman
- Christopher Walken - Hal Weidmann
- Alan Arkin - Guia espiritual
- Seth Green  - Danny Wax
- Scot Zeller - Davis
- Larry King - Ele mesmo
- Steve Pink - Motorista de limusine
- Rainn Wilson - Dave O'Hanlon
- Eric Balfour - Guarda de segurança
- Marty Belafsky - Guarda de segurança
- Keri Lynn Pratt - Leaf Weidmann
- Maria Canals - Adinah
- Byron Allen - Ele mesmo